# دنیاگیری کووید-۱۹ در توکیو
دنیاگیری کووید-۱۹ در توکیو (انگلیسی: COVID-19 pandemic in Tokyo)، در ۲۴ ژانویه ۲۰۲۰ تأیید شد و در ۱۳ فوریه ۲۰۲۰، اولین عفونت یک ساکن توکیو تأیید شد. در ۲۶ مارس ۲۰۲۰، دولت شهری توکیو «ستاد کنترل بیماری‌های عفونی کروناویروس جدید توکیو» را بر اساس قانون اقدامات ویژه علیه آنفلوانزای جدید تأسیس کرد.
تا ۳۱ اوت ۲۰۲۲، بیشترین تعداد مبتلایان روزانه در توکیو در ۲۸ ژوئیه ۲۰۲۲ با ۴۰۴۰۶ نفر تأیید شده‌است. تا ۲۸ فوریه ۲۰۲۳، تعداد تجمعی مرگ و میر در توکیو از ۸۰۰۰ نفر تجاوز کرد.

## شیوع

### جشن سال نو در یک قایق خانگی
در ۱۴ فوریه ۲۰۲۰، چندین نفر مبتلا در میان شرکت کنندگان در جشن سال نو یک شعبه اتحادیه تاکسیرانی خصوصی در توکیو که در ۱۸ ژانویه ۲۰۲۳ در یک قایق خانگی برگزار شد، تأیید شد. دو نفر از آنها بستگان یک راننده تاکسی مرد ۷۰ ساله بودند که در ۱۳ فوریه تأیید شد چند روز قبل از جشن سال نو، یکی از کارمندان قایق به توریستی از ووهان خدمت کرده بود.